# 김삼화
김삼화(金三和, 1962년 8월 1일 ~ )는 대한민국의 법조인, 정치인이며, 제20대 국회의원이다.

## 학력
- 한내국민학교 졸업
- 대천여자중학교 졸업
- 대전여자고등학교 졸업
- 서울시립대학교 행정학 학사
- 서울시립대학교 대학원 세무관리학 석사
- 서울시립대학교 도시행정대학원(現 도시과학대학원) 경영학 석사

## 경력
- 제27회 사법시험 합격
- 제17기 사법연수원 수료
- 2000.02 ~ 2006.01 한국성폭력상담소 이사장
- 2009.01 법무부 여성정책심의위원회 위원
- 2010.11 ~ 2011.07 가족법 개정위원회 위원
- 2011.01 서울가정법원 가사조정위원
- 2011.11 한국여성변호사회 회장
- 소민합동 공동법률사무소 변호사
- 2013.02 대한변호사협회 부협회장
- 2014.03 새정치민주연합 최고위원
- 2016년 4월 13일: 대한민국 제20대 국회의원 선거 당선(비례대표, 국민의당, 초선)
- 2016.05 ~ 2017.01 국민의당 제5정책조정위원회 위원장
- 2017.01 국민의당 원내대변인
- 2017.01 ~ 2017.05 국민의당 사무총장
- 2017.08 ~ 2018.02 국민의당 제5정책조정위원장
- 2018.02 ~ 2018.06 바른미래당 원내부대표 (공보)
- 2018.02 ~ 2018.10 국민의당→바른미래당 서울특별시당 강남구 병 지역위원회 위원장
- 2018.06 ~ 2019.05 바른미래당 원내부대표 (법률)
- 2018.09 ~ 2019.04 바른미래당 수석대변인
- 2019.05 ~ 2020.02 바른미래당 원내부대표
- 2020.05 ~ 2020.09 미래통합당 서울특별시당 중랑구 갑 당원협의회 위원장
- 2020.07 ~ 2020.09 미래통합당 성폭력 대책 특별위원회 위원
- 2020.09 국민의힘 성폭력 대책 특별위원회 위원
- 2020.09 ~ 2024. 05 국민의힘 서울특별시당 중랑구 갑 당원협의회 위원장
- 국민의힘 서울특별시당 성폭력대책위원
- 법무법인 '지혜로' 대표변호사
- 2021.03 ~ 2021.04 : 2021년 재보궐선거 국민의힘 서울특별시장 보궐선거 선거대책위원회 조직본부 1본부 성폭력대책위원장
- 2021.08 ~ 2021.11 : 제20대 대통령 선거 국민의힘 윤석열 대통령 경선후보 국민캠프 지역본부 권역별 선거대책위원회 서울특별시당 선거대책위원회 공동선거대책위원장
- 2021.12 ~ 2022.01 : 제20대 대통령 선거 국민의힘 살리는 선거대책위원회 직능총괄본부 기후위기극복 국민지원단 단장
- 2023.05 ~ : 한국여성의정 이사
- 2023.09 : 국민의힘 서울특별시당 저출생대책특별위원회 위원장
- 2025.03 ~ : 제10대 한국양성평등교육진흥원장

### 의정 활동
- 2016.05 ~ 2020.03 제20대 국회의원 (비례대표, 국민의당→바른미래당→무소속→미래통합당→민생당, 초선)
  - 2016.06 ~ 2018.05 제20대 국회 전반기 환경노동위원회 간사
  - 2016.06 ~ 2018.05 제20대 국회 전반기 여성가족위원회 위원
  - 2016.06 ~ 2018.05 제20대 국회 전반기 윤리특별위원회 위원
  - 2017.12 제20대 국회 대법관(민유숙·안철상) 임명동의에 관한 인사청문특별위원회 간사
  - 2017.12 ~ 2018.05 제20대 국회 미세먼지 대책 특별위원회 위원
  - 2018.07 ~ 2020.03 제20대 국회 후반기 산업통상자원중소벤처기업위원회 위원
  - 2018.10 ~ 2019.06 제20대 국회 에너지특별위원회 간사
  - 2018.12 ~ 2019.10 제20대 국회 후반기 운영위원회 위원
  - 2019.07 ~ 2019.09 제20대 국회 후반기 예산결산특별위원회 위원

## 역대 선거 결과
|  | 26.74% |

|  | 36.28% |

|  | 38.07% |

## 소속 정당
| 소속 정당 | 소속 정당      | 소속 기간 | 비고           |
| --------- | -------------- | --------- | -------------- |
|           | 새정치연합     | 2014      | 창당준비위원회 |
|           | 새정치민주연합 | 2014~2015 | 창당           |
|           | 무소속         | 2015~2016 | 탈당           |
|           | 국민의당       | 2016~2018 | 창당           |
|           | 바른미래당     | 2018~2020 | 합당           |
|           | 민생당         | 2020      | 합당           |
|           | 무소속         | 2020      | 탈당           |
|           | 미래통합당     | 2020      | 입당           |
|           | 국민의힘       | 2020~현재 | 당명 변경      |

## 같이 보기
- 대한민국 제20대 국회의원 선거 국민의당 후보 목록#비례대표